# Reinwardtoena
A Reinwardtoena a madarak osztályának galambalakúak (Columbiformes) rendjébe, a galambfélék (Columbidae) családjába és a galambformák (Columbinae) alcsaládba tartozó nem.

## Rendszerezésük
A nemet Charles Lucien Jules Laurent Bonaparte írta le 1854-ben, az alábbi 3 faj tartozik ide:
- nagy kakukkgalamb (Reinwardtoena reinwardtii)
- fekete kakukkgalamb (Reinwardtoena browni)
- sisakos kakukkgalamb (Reinwardtoena crassirostris)